# Rats in the Cellar
Rats in the Cellar är en låt av Aerosmith skriven av Steven Tyler och Joe Perry. Låten släpptes som den fjärde och sista singeln från albumet Rocks från 1976. Låten anses enligt Tyler vara uppföljaren till Toys in the Attic från deras förra album. Sången finns även med i Guitar Hero: Aerosmith.